# ۱۰۸۷ (میلادی)

## رویدادها
- ‌نوامبر: زمین‌لرزه همدان. در شعبان ۴۸۰ زمین لرزه‌ای همدان و منطقه همسایه اش، جبال را لرزاند. دو برج از دژ همدان فرو افتاد و دو منطقه در حومه شهر ویران شد. خانه‌های بسیاری فرو ریخت و شماری از مردم کشته شدند. به مدت یک هفته پس‌لرزه‌های نیرومندی ادامه داشت و ساکنان شهر تا فروکش کردن لرزه‌ها به فضای باز بیرون شهر رفتند.